# GET4
GET4‏ (Golgi to ER traffic protein 4) هوَ بروتين يُشَفر بواسطة جين GET4 في الإنسان.